# Montureux-lès-Baulay
Montureux-lès-Baulay ist eine französische Gemeinde im Département Haute-Saône in der Region Bourgogne-Franche-Comté.

## Geographie
Montureux-lès-Baulay liegt auf einer Höhe von 220 m über dem Meeresspiegel, sechs Kilometer östlich von Jussey und etwa 25 Kilometer nordwestlich der Stadt Vesoul (Luftlinie). Das Dorf erstreckt sich im nordwestlichen Teil des Departements, in der breiten Talebene am östlichen Ufer der Saône.
Die Fläche des 6,34 km² großen Gemeindegebiets umfasst einen Abschnitt im Bereich des oberen Saônetals. Die südwestliche Grenze verläuft stets entlang der Saône, die hier durch eine Alluvialniederung nach Südosten fließt. Die Talebene liegt durchschnittlich auf 215 m und weist eine Breite von rund zwei Kilometern auf. Der Fluss ist zur Wasserstraße ausgebaut. Zwei Flusswindungen bei Montureux werden durch einen Seitenkanal mit Schleuse abgeschnitten. Bei Montureux mündet von Norden her der Ruisseau de la Sacquelle.
Vom Flusslauf erstreckt sich das Gemeindeareal nord- und ostwärts über die Talaue, die überwiegend landwirtschaftlich genutzt wird, bis auf die angrenzenden teils bewaldeten, teils mit Wiesland bestandenen Höhen, die aus einer Wechsellagerung von sandig-mergeligen und kalkigen Sedimenten der Jurazeit (Lias) bestehen. Mit 278 m wird auf der Kuppe nordwestlich des Dorfes die höchste Erhebung von Montureux-lès-Baulay erreicht. Unterteilt wird die Hochfläche durch die Talmulde des Ruisseau de la Sacquelle. Nach Südosten reicht der Gemeindeboden bis an den Ruisseau de Révillon, einen weiteren linken Zufluss der Saône.
Nachbargemeinden von Montureux-lès-Baulay sind Tartécourt und Venisey im Norden, Buffignécourt im Osten, Baulay, Fouchécourt und Gevigney-et-Mercey im Süden sowie Jussey und Cendrecourt im Westen.

## Geschichte
Den Ursprung der Siedlung bildete ein im 8. Jahrhundert gegründetes Frauenkloster, das im 9. Jahrhundert aufgegeben wurde. Urkundlich erwähnt wird Montureux im Jahr 1170 unter dem Namen Monasteriolo, was so viel wie kleines Kloster bedeutet. Im Mittelalter gehörte das Dorf zur Freigrafschaft Burgund und darin zum Gebiet des Bailliage d’Amont. Zusammen mit der Franche-Comté gelangte der Ort mit dem Frieden von Nimwegen 1678 definitiv an Frankreich. Heute ist Montureux-lès-Baulay Mitglied des Gemeindeverbandes Terres de Saône.

## Bevölkerung
| Jahr                       | 1962 | 1968 | 1975 | 1982 | 1990 | 1999 | 2006 | 2018 |
| Einwohner                  | 250  | 231  | 171  | 160  | 161  | 150  | 166  | 155  |
| Quellen: Cassini und INSEE |      |      |      |      |      |      |      |      |

Mit 159 Einwohnern (Stand 1. Januar 2022) gehört Montureux-lès-Baulay zu den kleinen Gemeinden des Départements Haute-Saône. Nachdem die Einwohnerzahl in der ersten Hälfte des 20. Jahrhunderts deutlich abgenommen hatte (1886 wurden noch 431 Personen gezählt), wurden seit Mitte der 1970er Jahre nur noch geringe Schwankungen verzeichnet.

## Sehenswürdigkeiten
Die Dorfkirche Saint-Pierre am Südrand von Montureux-lès-Baulay wurde im 19. Jahrhundert neu erbaut, wobei der romanische Glockenturm des Vorgängerbaus aus dem 13. Jahrhundert erhalten blieb. Neben der Kirche steht ein Schloss im Empirestil. Aus dem 19. Jahrhundert stammt das Lavoir, dessen Dach von fünf Säulen getragen wird. Es diente einst als Waschhaus und Viehtränke.

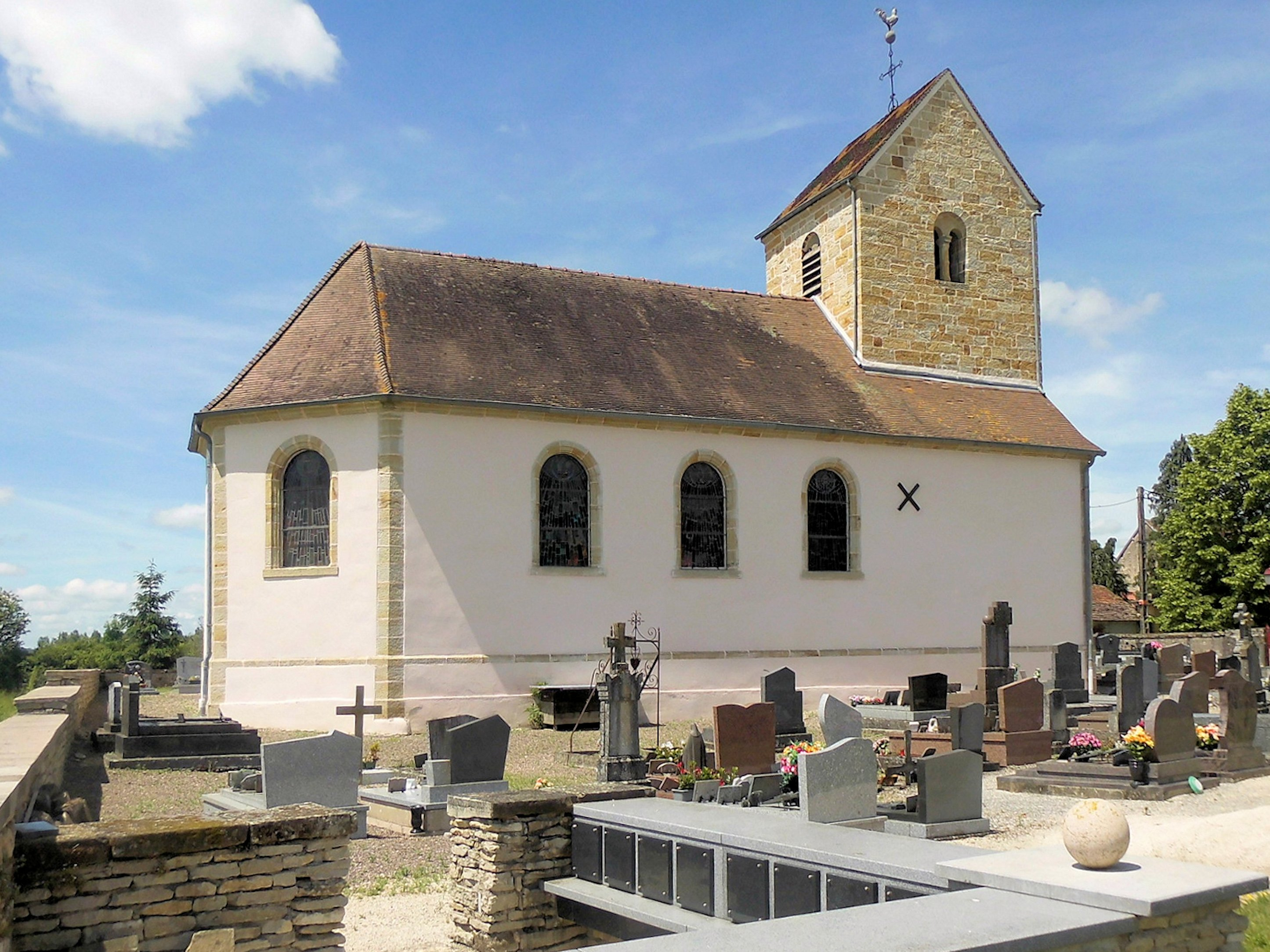
Kirche Saint-Pierre
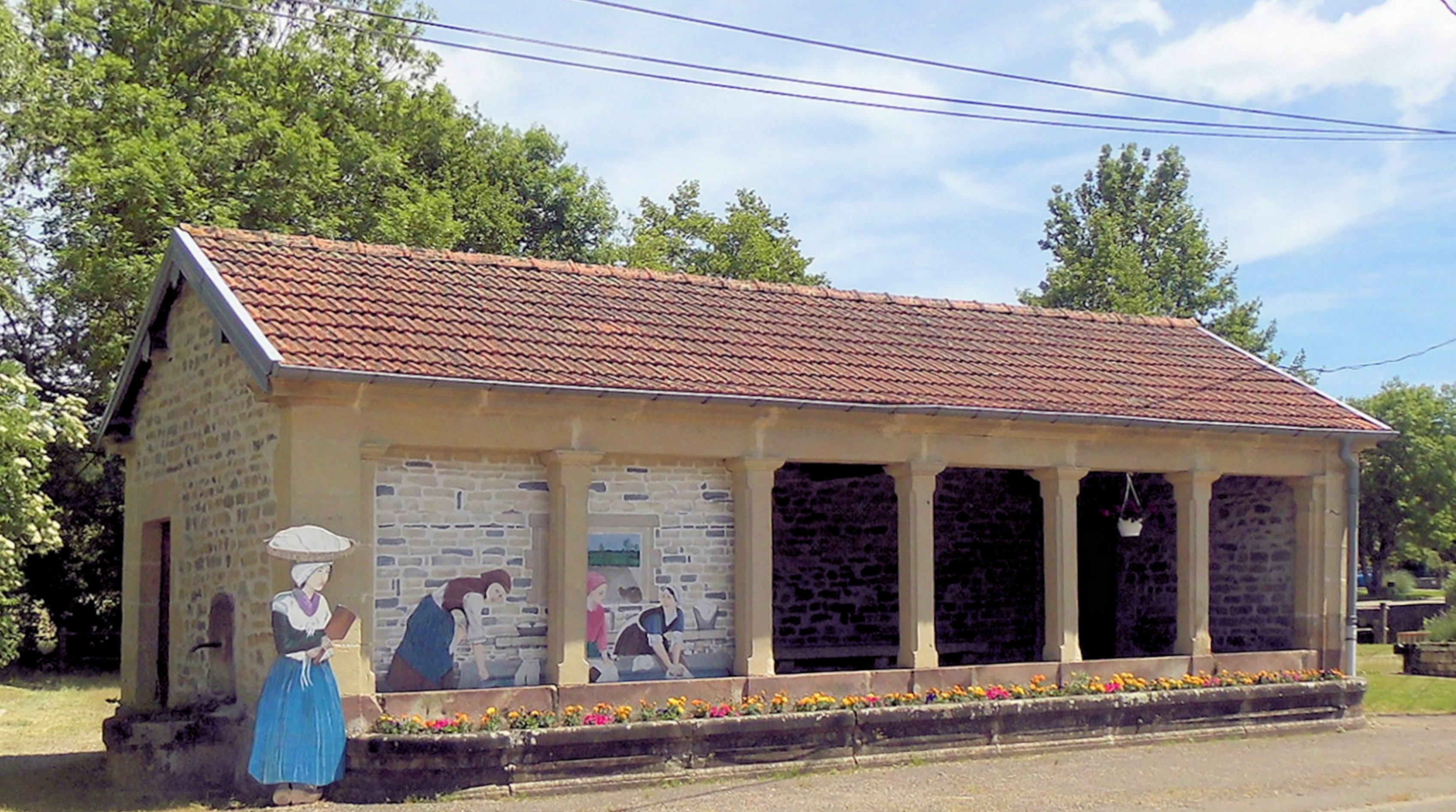
Lavoir

## Wirtschaft und Infrastruktur
Montureux-lès-Baulay war bis weit ins 20. Jahrhundert hinein ein vorwiegend durch die Landwirtschaft (Ackerbau, Obstbau und Viehzucht) geprägtes Dorf. Heute gibt es einige Betriebe des lokalen Kleingewerbes. In den letzten Jahrzehnten hat sich das Dorf zu einer Wohngemeinde gewandelt. Viele Erwerbstätige sind deshalb Wegpendler, die in den größeren Ortschaften der Umgebung ihrer Arbeit nachgehen.
Der Ort liegt abseits der größeren Durchgangsachsen an einer Departementsstraße, die von Jussey nach Amance führt. Weitere Straßenverbindungen bestehen mit Gevigney, Buffignécourt, Venisey und Cendrecourt. Montureux-lès-Baulay besitzt eine Haltestelle an der 1858 eröffneten Eisenbahnlinie von Vesoul nach Langres.